# Елагин, Иван (георгиевский кавалер)
Иван (Васильевич) Елагин (около 1740 — около 1786) — бригадир Русской императорской армии, активный участник подавления Барской конфедерации — сподвижник А. В. Суворова, кавалер ордена св. Георгия IV степени.

## Биография
Из дворянского рода Елагиных.
В военную службу вступил в 1755 году, в 1770—1772 служил в Санкт-Петербургском карабинерном полку в отдельном корпусе генерал-поручика Веймарна при подавлении восстания Барских конфедератов в Польше. Был заместителем командира полка у полковника Шепелева, командовал обзервационным постом в Пулавах — под общим командованием А. В. Суворова.
Отличился грамотным и инициативным руководством войсками в боях при Рыкове, Сатьковице и в других делах 20—22 августа 1771 года. По словам Суворова Елагин:
... напав на партию возмутительского полковника Миончинского, разбил, на месте убито шесть, в полон взято 9 человек ...  переправясь с командою из Пулав за Вислу, напал на партию возмутетельского полковника Вербовского <...> в 30 конях, и разбил, и самих их, порутчика и хорунжего и 9 человек взял в плен... <...> а сам зашел с левой стороны, отхватил их путь, атаковал и разбил.
Много способствовал окончательному разгрому мелких конфедератских отрядов, рассыпавшихся по Малой Польше после поражения Казимира Пулавского подполковником Моисеем Лангом при Радоме.
Активный участник осады Краковского замка зимой 1772 года, командовал конвоем при доставке сдавшихся в Кракове конфедератов в Люблин.
Подобные донесения о деятельности Елагина в Польше встречаются в документах Суворова неоднократно, включая и прямые отношения будущего генералиссимуса к подполковнику.
14 июля 1772 года в чине подполковника награждён орденом св. Георгия IV степени. В 1776 году — бригадир.
В отставке с 1784 года. Умер около 1786 года.